# ProfiPower
A ProfiPower Kft. Magyarország egyik vezető személyzeti tanácsadó cége, mely elsősorban az egyetemi diplomával valamint egyéb felsőfokú végzettséggel rendelkező közép és felsővezetők valamint friss diplomások toborzására specializálódott. Mind az állandó, mind az interim pozíciókra történő toborzás, illetve a személyre szabott outsourcing megoldások a tevékenységi körébe tartoznak. A specializáció elsősorban alábbi szakterületekre vonatkozik: menedzsment, pénzügy, információtechnológia, telekommunikáció, gyártás, mérnöki terület, kereskedelem, marketing, jog, ingatlan és HR. A ProfiPower specializált csapatai többféle keresési módszert alkalmaznak, hogy megtalálják a megfelelő jelöltet, úgy mint: social media eszközök, állásportálok, közvetlen megkeresés, állás börzék és a személyes helyi kiépített hálózat.
A céget 2004-ben a holland és magyar származású Jankovich Ilona alapította.
2010-ben a vállalat egyesült a Randstad céggel.